# Scott Olson
Scott Olson – amerykański basista, gitarzysta, producent muzyczny oraz inżynier dźwięku. Absolwent Mount Si High School w Snoqualmie w stanie Waszyngton. Współpracuje ze studiem nagraniowym London Bridge Studio w Seattle. Współpracował min. z Pearl Jam nad płytą Ten, a także z Soundgarden nad płytą Badmotorfinger. W 1996 roku wziął udział w koncercie akustycznym grupy Alice in Chains, gdzie wystąpił w roli drugiego gitarzysty. Zapis jest dostępny na albumie Unplugged. W latach 1995–1998 oraz 2002–2003 występował w rockowym zespole Heart. W roku 2005 występował gościnnie z zespołem Alice in Chains.

## Dyskografia
Producent / inżynier dźwięku / muzyk:
- 1985 - Heart – Heart – technik gitarowy / gitarzysta
- 1991 - Ten – Pearl Jam – inżynier dźwięku
- 1991 - Badmotorfinger – Soundgarden – inżynier Pro Tools
- 1996 - Unplugged – Alice in Chains – gitarzysta / basista
- 1998 - Boggy Depot – Jerry Cantrell – asystent inżyniera dźwięku
- 1999 - Buckcherry – Buckcherry – inżynier dźwięku / programowanie
- 1999 - Makin' Bacon – The Rockinghams – inżynier dźwięku / producent muzyczny
- 1999 - Music Bank – Alice in Chains – inżynier dźwięku
- 2000 - White Pony – Deftones – inżynier dźwięku
- 2000 - Chocolate Starfish and the Hot Dog Flavored Water – Limp Bizkit – inżynier dźwięku
- 2003 - Back to School (EP) – Deftones – inżynier dźwięku / obróbka cyfrowa
- 2003 - Tribe – Queensrÿche – inżynier dźwięku
- 2005 - Catch Without Arms – Dredg – inżynier pro tools
- 2007 - Moody Glow – Future Fossils – inżynier dźwięku
- 2007 - Microfish – Spys4Darwin – inżynier dźwięku